# Cvjetni korzo
Cvjetni korzo, manifestacija koju od 2001. godine organizira Grad Osijek na središnjem gradskom Trgu Ante Starčevića predzadnje subote prije Uskrsa, zajedno s manifestacijom Šarana jaja bojama grada. Jedino se 2005. "Cvjetni korzo" odvijao u Tvrđi zbog rekonstrukcije Trga Ante Starčevića.
U sklopu "Cvjetnog korza" učenici osječkih osnovnih škola, ukrašeni cvjetnim motivima, okupljaju se na Trgu Svetog trojstva u Tvrđi, odakle se u povorci kreću Europskom avenijom i Kapucinskom ulicom prema Trgu Ante Starčevića. Nakon dolaska na središnji gradski trg, obično im se obraća osječki gradonačelnik i uručuje im darove sponzora. Potom se odvija kulturno-zabavni program. Godine 2006, na primjer, nastupio je poznati osječki dječji zbor Zumbići, dok je Dječje kazalište iz Osijeka izvelo predstavu "Zašto gnjaviš malo dijete". 
Izvor:
- J(ovan) Nedić: "Najuređeniji štand društva Ižip iz Topolja", Baranjski dom, I, 8, 5 - Beli Manastir, 12-13. IV. 2006.